# Tünde Szabó (Schwimmerin)

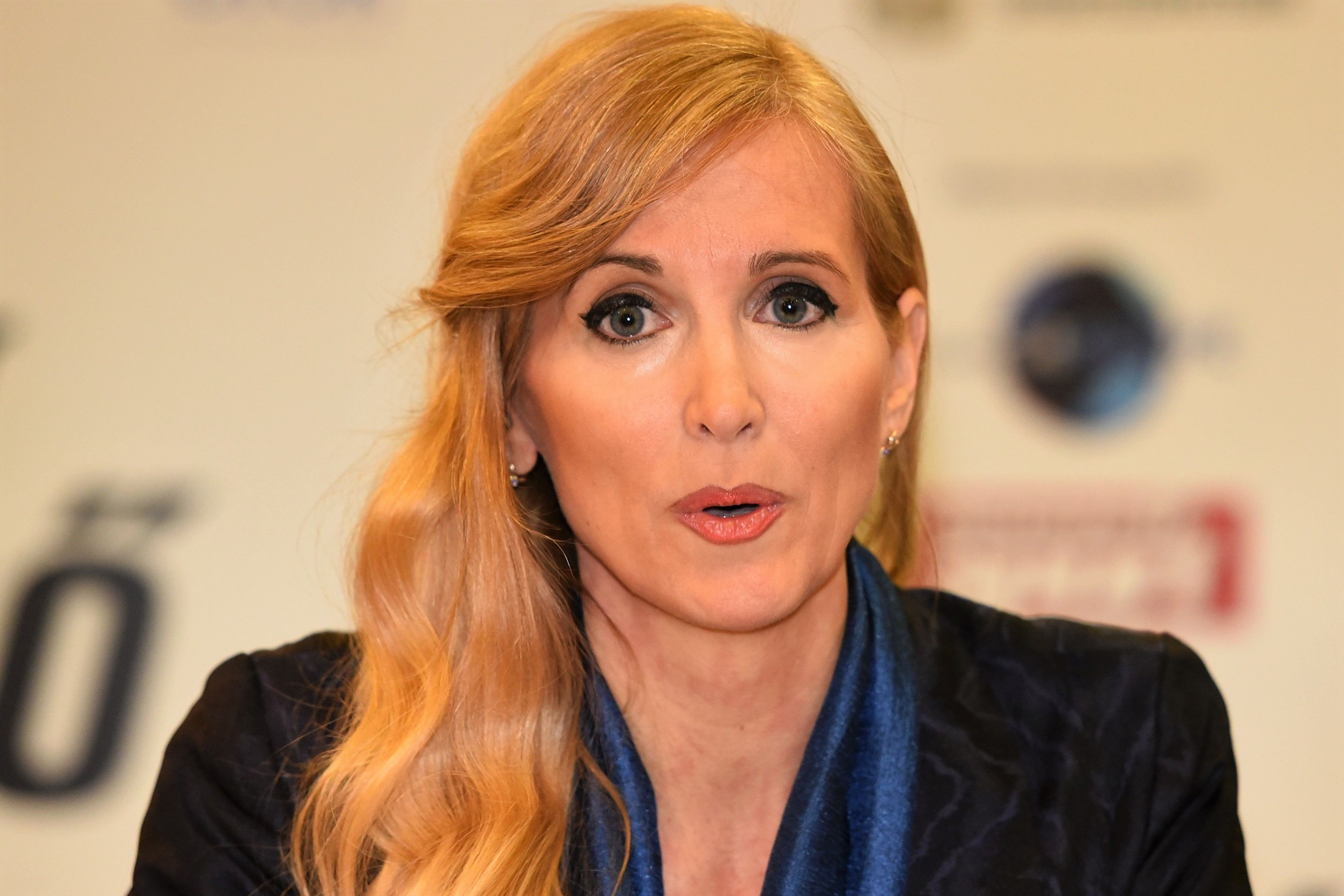
Tünde Szabó (2018)

Tünde Szabó, nach Heirat Tünde Sávolt-Szabó (* 31. Mai 1974 in Nyíregyháza), ist eine ehemalige ungarische Schwimmerin, die bei Olympischen Spielen und Weltmeisterschaften je eine Silbermedaille gewann und bei Europameisterschaften zwei Silbermedaillen.

## Karriere
Die 1,75 Meter große Tünde Szabo schwamm für den Nyíregyházi Vasutas SC. Bei den Weltmeisterschaften in Perth Anfang 1991 belegte Szabó über 100 Meter Rücken mit 0,2 Sekunden Rückstand den zweiten Platz hinter ihrer Landsfrau Krisztina Egerszegi. Über 200 Meter Rücken schied Szabó als Vorlaufzehnte aus. Ein halbes Jahr später bei den Europameisterschaften in Athen gewann Krisztina Egerszegi wie in Perth auf beiden Rückendistanzen. In Athen wurde Tünde Szabó jeweils Zweite, wobei sie über 100 Meter 0,8 Sekunden und über 200 Meter fast fünf Sekunden Rückstand hatte. Im Jahr darauf bei den Olympischen Spielen 1992 in Barcelona siegte Egerszegi über 100 Meter Rücken mit 0,46 Sekunden Vorsprung vor Tünde Szabó. Drei Tage später gewann Egerszegi auch die 200 Meter Rücken. Tünde Szabo belegte mit fast sechs Sekunden Rückstand auf ihre Landsfrau den sechsten Platz.
Tünde Szabó hat 1998 ein Sportstudium abgeschlossen und später promoviert. Nach dem Sportstudium war sie bis 2006 an der Universität der Wissenschaften Szeged, bis 2009 an der Katholischen Péter-Pázmány-Universität und bis 2015 an der Eötvös-Loránd-Universität in Budapest.  Sie ist mit dem Bruder des Tennisspielers Attila Sávolt verheiratet und hat drei Kinder.
2018 wurde Tünde Sávolt-Szabo für die Fidesz, die Partei von Viktor Orbán, als Abgeordnete für Nyíregyháza Mitglied des ungarischen Parlaments. 2022 wurde sie wiedergewählt. Von 2015 bis 2022 war sie Staatssekretärin für Sport unter den Ministern Zoltán Balog und Miklós Kásler. Seit Amtsantritt des Kabinetts Orbán V im Mai 2022 ist Sávolt-Szabó Beauftragte für die ländliche Entwicklung der Nördlichen Großen Tiefebene.